# Итальянцы в Ливане

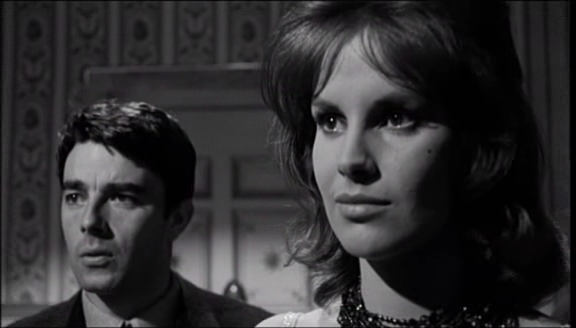
Ливанская итальянка Антонелла Луальди в фильме «Дельфины», 1960 г.

Итальянцы в Ливане или Ливанские итальянцы (итал. Italo-libanesi) — группа итальянского народа, проживающая в диаспоре на территории современного Ливана на протяжении длительного времени. Ливанские итальянцы являются потомками итальянских торговцев времён позднего средневековья.

## История
В средние века различные итальянские республики основывали на побережье современного Ливана торговые колонии, среди которых самыми большими колониями были генуэские колонии в Бейруте, Триполи и Библе. Итальянские торговцы смешивались с местным населением. Во время Первой и Второй мировых войн в Ливане селились небольшие группы эмигрантов из Италии, большинство из которых выбирали для проживания Бейрут. После обретения независимости Ливана в Италию возвратилось незначительное число местных итальянцев.
Большинство ливанских итальянцев являются латинскими католиками и принадлежат апостольскому викариату Бейрута.
Среди итальянцев в Ливане распространены браки с арабским населением, в основном с христианами других церквей. Существует незначительный процент итальянцев, принявших ислам. Представители старшего возраста, проживающие в Ливане, являются билингвами, свободно владея итальянским и арабскими языками. Среди них также распространён французский язык. Итальянская община в Ливане склонна к сильной ассимиляции с местным населением. Молодое поколение, особенно в смешанных семьях, в настоящее время свободно владеет арабским языком, в некоторой степени используя французский и английский языки и при этом почти не знает итальянского языка.
Среди итальянцев в Ливане действуют общественные организации «Associazione Nazionale Pro Italiani del Libano» (ANPIL) и «Istituto Italiano di Cultura di Beirut» (IICB).